# Nekrofilija
Nekrofilija (lat. necrophilia) predstavlja uživanje u promatranju mrtvih ili njihovih dijelova, sve do seksualnih odnosa s mrtvim tijelom. Riječ je izvedena od grčkih riječi νεκρός (nekros "mrtav") i φιλία (philia "ljubav").
Nekrofilija je teški psihološki poremećaj iz grupe parafilija gdje se primarno seksualno zadovoljstvo doživljava nad mrtvim tijelom. Nekrofil u potpunosti želi kontrolirati žrtvu. Osoba pokazuje više psihičkih simptoma kao što su paranoja, težak socijalni kontakt s ljudima, nedostatak empatije. Nekrofil može godinama sakrivati svoju morbidnost povučenim životom, nedolaženjem u sukob s drugima, i odvlačenjem pažnje sa sebe. 
Primjer teške morbidnosti uma je i Gary Ridgway iz Salt Lake Cityja, oženjen, otac jednog djeteta ubojica i nekrofil. Priznao je ubojstvo 48 žena, a s mnogima od njih je imao i spolne odnose. Neke žrtve je i sakrio, da bi se opet mogao kod njih vratiti. Oduševljavao se smrću, a kao mali maštao je o ubojstvu vlastite majke.

## Psihoanaliza nekrofilije
Prema objašnjenju Ericha Fromma, nekrofilija ne mora imati uvijek seksualne motive kao glavne, već preuzimanje totalne kontrole, osjećaj moći nad smrti i smrtnosti. Nekrofilija je totalna suprotnost biofiliji, gdje život i ljubav vlada. Prema Frommu, instinkt smrti nema biološki već uzrok u odgoju i u modernom društvu. Mehanizacija društva vodi u mehaničke pokrete i ponašanje gdje se gube vrijednosti čovjeka.

## Podjela nekrofilije
Podjela nekrofilije prema Jonathanu Rosmanu i Phillipu Resnicku:

### Tipična nekrofilija
1. Nekrofilija/ubojstvo – ubojstvo i korištenje mrtvog tijela radi seksualnog užitka
2. Primarna nekrofilija – već mrtvo tijelo se koristi u svrhu seksualnog zadovoljavanja
3. Nekrofilija fantazija – fantazija i kontakt s mrtvim tijelom, ali bez seksualnog akta

### Nestvarna nekrofilija
uzbuđivanje na mrtvo, ali mrtvo nije objekt seksualnog akta, objekt je živo biće (sadisti).